# Neritos nigricollis
Neritos nigricollis là một loài bướm đêm thuộc phân họ Arctiinae, họ Erebidae.